# Фаленопсис амбонський
Фалено́псис амбо́нський (лат. Phalaenopsis amboinensis) — епіфітна трав'яниста рослина родини орхідних.

Вид не має усталеної української назви, в українськомовних джерелах зазвичай використовується наукова назва Phalaenopsis amboinensis.

## Синоніми
За даними Королівських ботанічних садів К'ю:
- Polychilos amboinensis (J.J.Sm.) Shim, 1982
- Phalaenopsis psilantha Schltr., 1911
- Phalaenopsis hombronii Finet, 1912
- Phalaenopsis amboinensis var. flavida Christenson, 2001
- Phalaenopsis amboinensis f. flavida (Christenson) O. Gruss & M. Wolff, 2007

## Природничі варіації
За даними сайту phals.net [Архівовано 26 квітня 2011 у Wayback Machine.]:
- Phalaenopsis amboinensis var. flavida — всі сегменти квітки жовтого кольору з коричнево-червоними поперечними штрихами.
- Phalaenopsis amboinensis var. flava — червоно-коричневий пігмент у забарвленні квіток замінений на жовтий.
- Phalaenopsis amboinensis var. alba — альбіносна форма.

## Біологічний опис
Стебло укорочене.
Моноподіальний епіфіт середніх розмірів.
Листків 3-4 в природі, 4-6 в культурі. Листя еліптичної форми, довжиною 14-30 см, шириною до 10 см.
Галузистий квітконіс, який несе декілька квіток, довжиною до 45 см, іноді рослина випускає 2-3 квітконоса. «Револьверний» тип цвітіння, коли одна квітка відцвітає, квітконіс подовжується і з'являється новий бутон, тому цвітіння може продовжуватись місяцями. Всі сегменти квітки кремові, жовті або жовто-зеленуваті, іноді підфарбовані помаранчевим, з коричнево-червоними поперечними штрихами. Діаметр квітки 6-8 см. Квітка по формі нагадує зірочки.
Багато клони мають приємний аромат.

Сепалії еліптичної форми, з вигнутими кінчиками. Петалії схожої форми, дещо коротші.

Губа потрійна, близько 2,2 см завдовжки, бічні частини прямі, жовті, передня частина біло-зелена, еліптично-овальна.

Може цвісти в будь-який час року, більш рясно влітку.

## Ареал, екологічні особливості
Амбон, Сулавесі, Папуа Нова Гвінея та Індонезія.

У місцях зростання сезонних змін температури повітря практично немає. Середня денна температура 28-30°C, середня нічна — 23°C. Вологість повітря весь рік від 72 до 84%.

## Історія
Phal. amboinensis був описаний в 1911 році на примірниках зібраних на Молуккських островах. Рослина привезена з експедиції між 1838 і 1840 роками, сьогодні зберігається в музеї Природознавства в Парижі під назвою Phalaenopsis Hombronii.

## У культурі
Температурна група — тепла. Відносна вологість повітря 50-85%.
Вимоги до освітлення: 1000-1200 FC, 10760-12912 lx.
Періоду спокою немає. В іншому див. статтю Фаленопсис.

## Первиннігібриди
За даними сайту phals.net [Архівовано 17 березня 2022 у Wayback Machine.].
- Phalaenopsis Alice Millard - stuartiana х amboinensis (пилок) (Dr Henry, M Wallbrunn) 1969
- Phalaenopsis Amblearis - amboinensis х cochlearis (Dr Henry M Wallbrunn) 1972
- Phalaenopsis Ambocata - amboinensis х fuscata (Hou Tse Liu) 1999
- Phalaenopsis Ambolantha - amboinensis х modesta (Ayub S Parnata) 1982
- Phalaenopsis Ambomanniana - amboinensis х lueddemanniana (Fredk. L. Thornton) 1965
- Phalaenopsis Ambonosa - venosa х amboinensis (Ayub S Parnata) 1984
- Phalaenopsis Ambotrana - sumatrana х amboinensis (Fredk. L. Thornton) 1965
- Phalaenopsis Ambotris - amboinensis х equestris (Fredk. L. Thornton) 1970
- Phalaenopsis Corning-Ambo - corningiana х amboinensis Richard Y. Takase 1984
- Phalaenopsis Corona - cornu-cervi х amboinensis (Shaffer's Tropical Garden) 1973
- Phalaenopsis David Lim - amboinensis х gigantea (David Lim (S Yusof Alsagoff)) 1974
- Phalaenopsis Deventeriana - amabilis х amboinensis (Van Deventer) 1927
- Phalaenopsis Doc Charles - sanderiana х amboinensis (John H Miller) 1961
- Phalaenopsis Doris Blomquist - pantherina х amboinensis (пилок) (Atmo Kolopaking) 1975
- Phalaenopsis Elaine-Liem - fimbriata х amboinensis (Atmo Kolopaking) 1972
- Phalaenopsis Flores Gold - amboinensis х floresensis (Hou Tse Liu) 2003
- Phalaenopsis Frenchy's Plastic Yellow - amboinensis х hieroglyphica (пилок) (Frenchy (MJ Bates)) 2004
- Phalaenopsis Gelblieber - amboinensis х micholitzii (T. Brown (Atmo Kolopaking)) 1984
- Phalaenopsis Golden Pride - amboinensis х fasciata (Irene Dobkin) 1975
- Phalaenopsis Good Cheer - maculata х amboinensis (Herb Hager Orchids) 1973
- Phalaenopsis Guadelupe Pineda - bellina х amboinensis (Cesario Gene Tobia) 2003
- Phalaenopsis Kenanga - javanica х amboinensis (Ayub S Parnata) 1981
- Phalaenopsis Macassar - amboinensis х mariae (Oscar Kirsch) 1962
- Phalaenopsis Mambo - amboinensis х mannii (пилок) (Fredk. L. Thornton) 1965
- Phalaenopsis Princess Kaiulani - violacea х amboinensis (Oscar Kirsch) 1961
- Phalaenopsis Schillambo - schilleriana х amboinensis (Fredk. L. Thornton) 1968
- Phalaenopsis Tetrasambo - tetraspis х amboinensis (Masao Kobayashi) 1996
- Phalaenopsis Wanda Williams - lindenii х amboinensis (Dr Henry M Wallbrunn) 1967
- Phalaenopsis Yverdon les Bains - amboinensis х wilsonii (Luc Vincent) 2009
- Phalaenopsis Zeil am Main - philippinensis х amboinensis (M. Wolff (H. Lucke)) 1997
- Без назви - aphrodite х amboinensis